# William Monahan
William J. Monaham (Boston, 3 de novembro de 1960) é roteirista de filmes e novelista, escrevou obras conhecidas como o filme Cruzada. Graduou-se na Universidade de Massachusetts em Amherst.
Monaham migrou para cidade de Nova York para conseguir uma carreira como jornalista, escritor e crítico.
Em 1997, ganhou o prêmio de Pushcart para uma história curta que tinha publicado em um jornal literário.  e em 2000, recebeu o acclaim crítico para A casa clara: Um Trifle, sua primeira novela.
Monahan foi trabalhar em Hollywood em 1998.

## Carreira de Roteirista
Monahan se ajustou inicialmente para se o Homem das Letras, mas percebeu que a literatura não era uma maneira prática de ganhar a vida na américa do norte, então voltou-se aos roteiros de cinema.

## Trabalhos
Abaixo alguns trabalhos de Monahan

### Filmes
- Kingdom of Heaven - Cruzada (2005)
- The Departed - Os Infiltrados (2006)
- Body of Lies - Rede de Mentiras
- London Boulevard - Pré Produção (também na direção)

### Novelas
Lighthouse: A Trifle (Junho 2000)